# Аріф Алві
Аріф Алві (урду عارف علوی, англ. Arif Alvi; нар. 29 липня 1949, Карачі, Домініон Пакистан) — пакистанський державний діяч, політик, президент Пакистану у 2018-2024 роках.

## Біографія
Народився 29 липня 1949 року в Карачі, Домініон Пакистан. Є інформація, що його дата народження 29 серпня 1949 року, а також зустрічаються ресурси, які вказують його дату народження в 1947 році.
Його батько Хабіб-ур-Рехман Елахі Алві працював дантистом у Британській Індії, який потім переїхав в Карачі після розділу країни і відкрив стоматологічну клініку в техсілі Саддар. Хабіб-ур-Рехман Елахі Алві був членом партії Джамаат-і-ісламі. Згідно вебсайту партії Рух за справедливість, батько Аріфа Алві був дантистом прем'єр-міністра Індії Джавахарлала Неру.
Після закінчення середньої школи в Карачі Аріф Алфі переїхав в Лахор в 1967 році для здобуття вищої освіти. Має ступінь бакалавра стоматологічної хірургії після закінчення коледжу стоматології De'Montmorency. В 1975 році закінчив Мічиганський університет, ставши магістром в області зубного протезування. В 1984 році отримав магістра наук в області ортодонтії в University of the Pacific. Повернувшись в Пакистан став працювати стоматологом, а потім відкрив власну стоматологічну клініку Alvi Dental Hospital. Він одружений з Самін Алві, у них четверо дітей.

## Професійна кар'єра
В 1997 році Аріф Алві увійшов до Американської ради ортодонтії. Він підготував статут Пакистанської стоматологічної асоціації та став її президентом. В 1981 році був головою що вперше проходила в Пакистані Міжнародної стоматологічної конференції та був обраний головою 28-го Азійсько-Тихоокеанського стоматологічного конгресу. Потім став деканом факультету ортодонтії в Коледжі лікарів і хірургів Пакистану. В 2006 році був обраний президентом Азійсько-тихоокеанської федерації стоматологів. У наступному році став радником Всесвітньої стоматологічної федерації.

## Політична кар'єра
Аріф Алві почав свою політичну кар'єру як комівояжер релігійної партії. Під час навчання в коледжі стоматології De'Montmorency активно брав участь в студентських товариствах. Приєднався до Ісламі Джаміат-і-Талаба, студентського крила Джамаат-і-ісламі, а також став президентом студентського союзу. У ті роки він критикував військовий режим президента Мухаммеда Айюба Хана: беручи участь в акції протесту в 1969 році на Лахорській вулиці Мелл був двічі поранений з вогнепальної зброї, одну кулю не вдалося витягти і вона до цього часу в його організмі.
В 1977 році Аріф Алві став проявляти політичну активність після перемоги Зульфікара Алі Бхутто на парламентських виборах в Пакистані. В 1979 році балотувався в Провінційну асамблею Синда як кандидата Джамаат-і-ісламі з виборчого округу Карачі,, але програв. Після цієї невдачі покинув Джамаат-і-ісламі так як розчарувався в її концепції, на його думку некорумповане керівництво — головний засіб для вирішення проблем Пакистану.
В 1996 році приєднався до Руху за справедливість, який очолював колишній гравець у крикет Імран Хан, став одним із засновників партії і брав участь в ухваленні його програми. Був членом центрального виконавчого ради Руху за справедливість протягом року, потім в 1997 році очолив відділення партії в Сінді. В 1997 році Аріф Алві знову взяв участь у виборах у Провінційну асамблею Сінда як кандидат від Руху за справедливість в окружному виборчому окрузі PS-89 (Карачі South-V) на загальних виборах в Пакистані в 1997 році, але знову програв. Зайняв третє місце, отримавши 2200 голосів, перемогу здобув Салім Зія. В 2001 році Аріф Алві був призначений віце-президентом Руху за справедливість
В 2002 році взяв участь в парламентських виборах в Пакистані, знову претендуючи на місце в Провінційній асамблеї Сінда як кандидат від Руху за справедливість у виборчому окрузі PS-90 (Карачі-II), але зазнав невдачі. Посів шосте місце, отримавши тисяча двісті шістдесят сім голосів і поступившись місцем Умеру Садіку, кандидату від партії Муттахіда маджліс-е-амаль. В 2006 році був призначений генеральним секретарем Руху за справедливість, обіймав цю посаду до 2013 року.
В 2013 році взяв участь у парламентських виборах і був обраний до Національної асамблеї Пакистану як кандидата від Руху за справедливість у виборчому окрузі NA-247 (Карачі South-II). Він отримав 77 659 голосів виборців і обійшов найближчого конкурента Хушбахта Шуджата. Після успішного обрання він став єдиним членом Руху за справедливість, який отримав місце в Національній асамблеї країни з провінції Сінд на виборах 2013 року. В 2016 році став президентом Руху за справедливість в провінції Сінд. В 2018 році був переобраний до Національної асамблеї як кандидат від Руху за справедливість у виборчому окрузі NA-247 (Карачі South-II) на парламентських виборах в Пакистані в 2018 році.. Він отримав 91 020 голосів виборців, друге місце зайняв Саїд Заман Алі Джаффірі, кандидат від партії Техрік-і-Лаббаїк.
18 серпня 2018 року був висунутий Рухом за справедливість як кандидат на посаду президента Пакистану. 4 вересня 2018 року обраний 13-м президентом країни, після перемоги на президентських виборах в Пакистані. Він отримав 352 голоси і переміг Фазал-ур Рехмана і Айцаз Ахсана, які набрали 184 і 124 голоси. Після обрання президентом Аріф Алві подякував прем'єр-міністру країни Імран Хану і урядовій коаліції за їх підтримку. Аріф Алві став другим стоматологом у світі що став президентом країни, після президента Туркменії Гурбангули Бердимухамедова. Також він є третім президентом країни, чиї батьки емігрували до Пакистану з Індії після розділу Британської Індії. 5 вересня 2018 року Аріф Алві відмовився від свого місця у Національній асамблеї.

## Напад на Pakistan Television Corporation
У серпні 2014 року прихильники Руху за справедливість під час акції протесту здійснили штурм штаб-квартири Пакистанської телевізійної корпорації (PTV). Аріф Алві згадувався у поліцейському досьє як передбачуваний організатор нападу на штаб-квартиру PTV. У листопаді 2014 року Антитерористичний суд видав ордер на арешт Аріфа Алві.
У березні 2015 року було подано клопотання до Високого суду Сінда, щоб позбавити Аріфа Алві місця в Національній асамблеї Пакистану за його роль в нападі на штаб-квартиру PTV. Згодом поліція висунула звинувачення проти Аріфа Алві за підбурювання до насильства в ході акцій протесту в 2014 році.
У січні 2018 року Антитерористичний суд призупинив розгляд кримінальної справи проти Аріфа Алві.. Після обрання президентом Пакистану у вересні 2018 року адвокат Аріфа Алві зробив заяву, що так як його підзахисний обраний президентом, то користується конституційним імунітетом і не може бути притягнутий до кримінальної відповідальності.